# Кричевичівська сільська рада
Кричевичівська сільська рада — адміністративно-територіальна одиниця у Ковельському районі Волинської області з центром у селі Кричевичі.

## Населені пункти
Сільській раді підпорядковані населені пункти:
- с. Кричевичі
- с. Ломачанка
- с. Черемошне

## Склад ради
Сільська рада складається з 16 депутатів та голови. Склад ради: 5 депутатів (31.3 %) — від Української народної партії, 4 депутати (25.0 %) — самовисуванці, 3 депутати (18.8 %) — від Народної партії, двоє (12.5 %) — від Сильної України та по одному (по 6,2 %) — від Комуністичної партії і Партії Регіонів. 

## Керівний склад сільської ради
| ПІБ                             | Основні відомості                                                               | Дата обрання | Дата звільнення |
| ------------------------------- | ------------------------------------------------------------------------------- | ------------ | --------------- |
| Рудюк Григорій Петрович         | Сільський голова, 1960 року народження, освіта, безпартійний                    | 26.03.2006   | 31.10.2010      |
| Кубський Володимир Феодосійович | Сільський голова, 1958 року народження, освіта середня спеціальна, безпартійний | 31.10.2010   |                 |

Примітка: таблиця складена за даними джерела

## Населення
Населення сільської ради згідно з переписом населення 2001 року становить 1,609 осіб. 
| Населенні пункти  | 2001 рік | 1989 рік |
| ----------------- | -------- | -------- |
| Ломачанка         | 237      | 300      |
| Кричевичі         | 818      | 800      |
| Черемошне         | 554      | 600      |
| Сукупне населення | 1,609    | 1,700    |

### Мова
Розподіл населення за рідною мовою за даними перепису 2001 року:
| Мова       | Відсоток |
| ---------- | -------- |
| українська | 99,88 %  |
| російська  | 0,12 %   |

## Географія
Сільрада розташована в північній частині Ковельського району та межує з Камінь-Каширським районом. Територія ради відноситься до басейну річки Турії — притока Прип'яті (басейн Дніпра). 
Сільська рада лежить осторонь загальнодержавних транспортних шляхів. Від найближчого шосе E373 (М07) десяток кілометрів на північ. Найближча залізнична станція за кілька кілометрів — в селі Грив'ятки (відтинок Ковель—Маневичі). 